# Слобідка (Кам'янець-Подільський район)

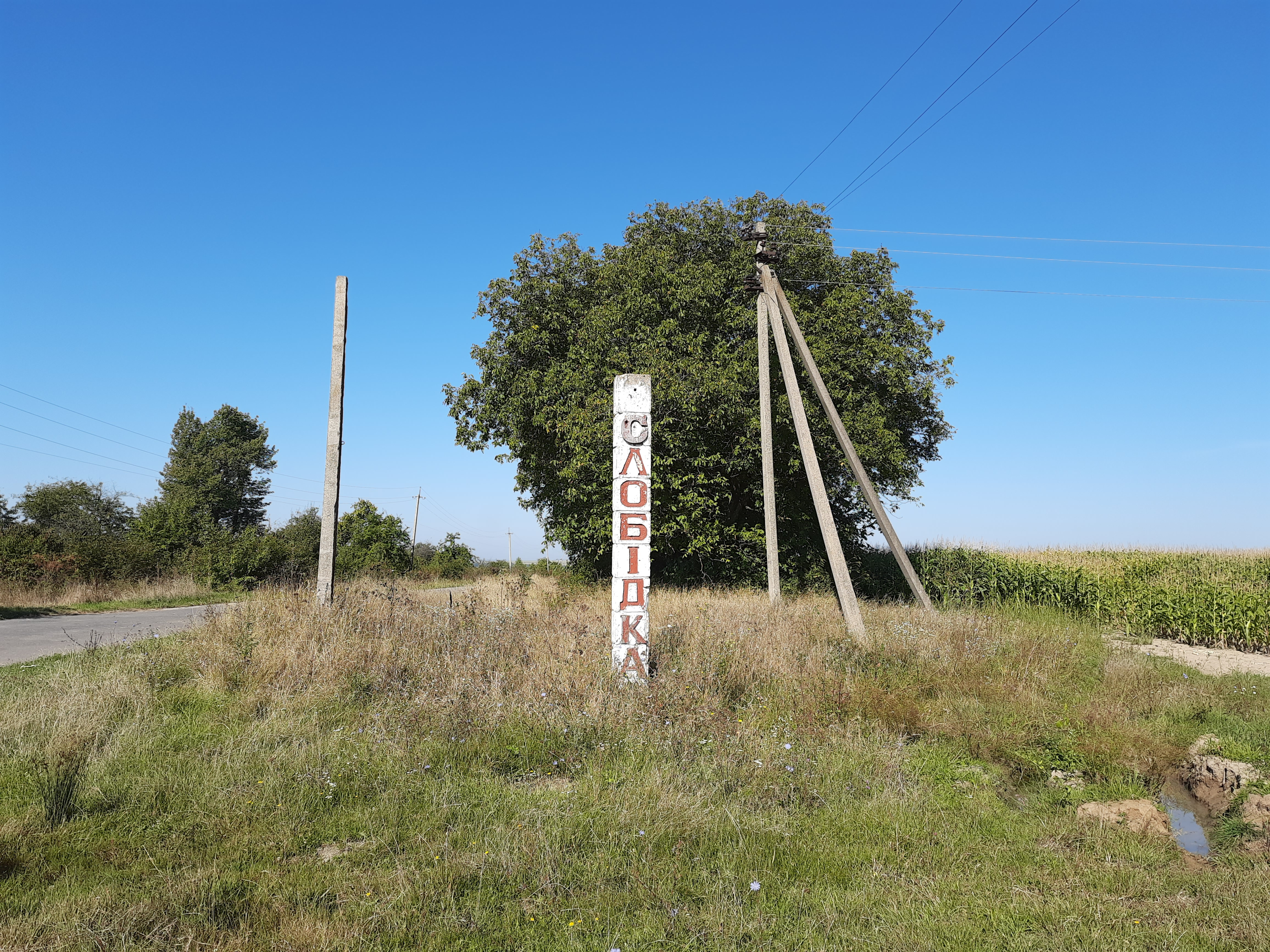
Знак при в'їзді в село Слобідка

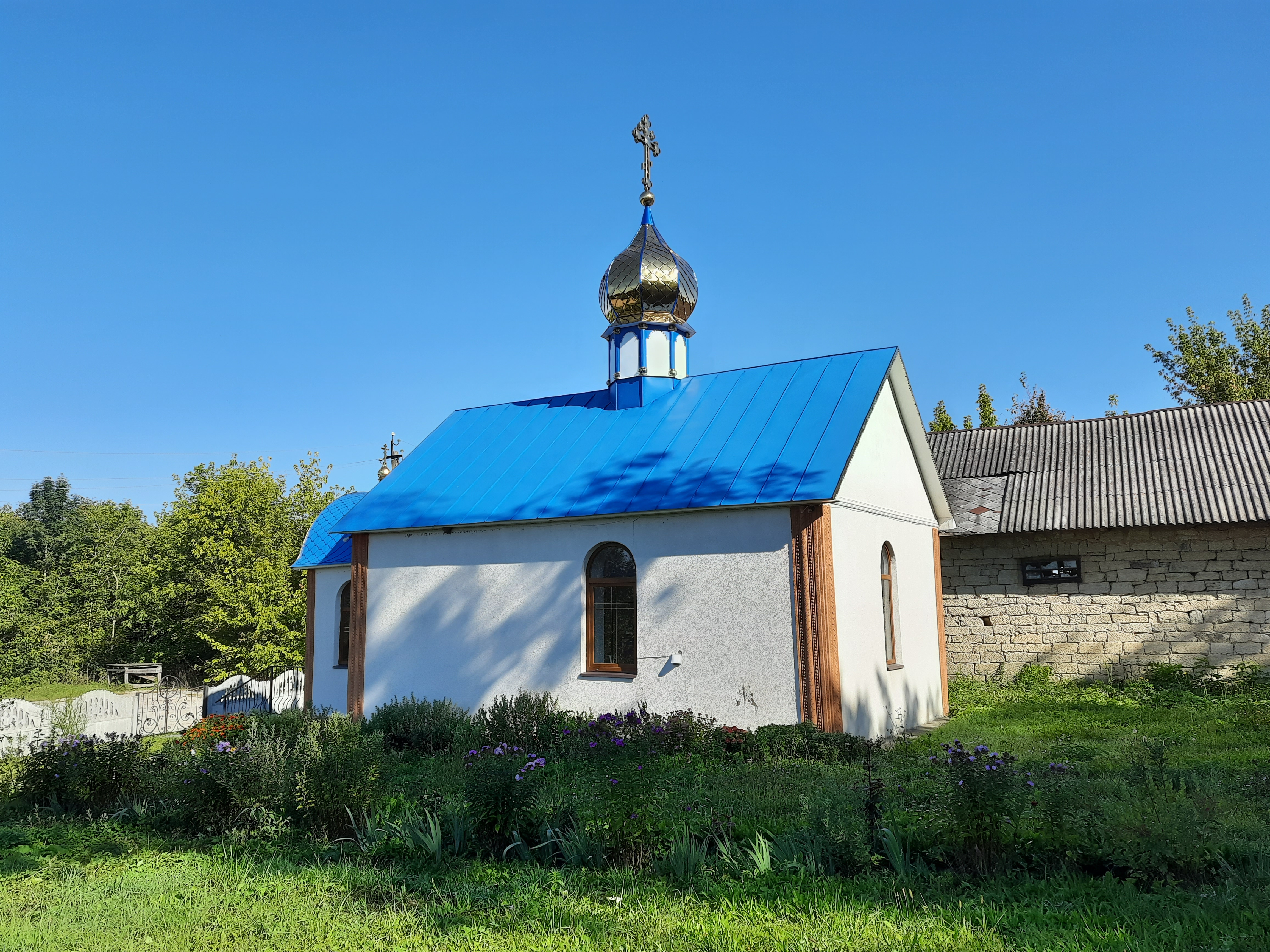
Капличка

Слобі́дка — село в Україні, у Новоушицькій селищній   громаді Кам'янець-Подільського району Хмельницької області. До адміністративної реформи 19 липня 2020 року село належало до Новоушицького району. Населення становить 427 осіб.

## Географія
Село Слобідка (до 1946 року — Куцька 
(Українська РСР: Адміністративно-територіальний поділ: на 1 вересня 1946 року.)  (http://history.org.ua/LiberUA/URSRAdmTerPodil_1947/URSRAdmTerPodil_1947.pdf}}) розташоване на півдні Хмельницької області, приблизно за 15 км від річки Дністер та за 4км від дороги Кам'янець-Подільський — Могилів-Подільський.
Зі східної сторони на віддалі 1 км від села проходить дорога районного значення, що розпочинається у селі Струга і пролягає через ліс, попри Макарову криницю, до Дністровського водосховища.
Ця дорога вимощена каменем, збудовані містки, в тридцяті роки 20 століття від с. Струга до колишнього містечка Калюс. Тут була радянська погранична застава на кордоні з Королівською Румунією до 1940 року. Тракт будувався згідно з наказом від 19 березня 1928 року — по програмі Фортифікаційної підготовки границі до війни.
З західної сторони села протікає річка Калюс, яка відділяє Слобідку від села Куча. 
На території земель села Слобідка є великі поклади піску та каменю черепашнику. Камінь черепашник в період колгоспу добували у двох каменоломнях. Землю спочатку знімали бульдозерами, а потім камінь підривали й вручну роздрібнювали. З роздробленого каменю будували хати та господарські будівлі. Пісок видобувався в урочищі Полянки.
Та найбільшого визнання, та слави Слобідці приносили фосфорити. У південних районах ґрунтів с. Слобідки, в глибоких ярах, можна і в теперішній час зустріти фосфорити чорно-сірого кольору, округлої, кулеподібної форми. Вага яких становить від ¼ до 20 фунтів (від 100 г до 8 кг). Фунт — понад 400 г В цих кулях міститься від 30 до 40 відсотків фосфорної кислоти. З якої виготовляли мінеральні добрива.

## Назва
В різних історичних документах село Слобідка записано в таких варіантах: 4150.Слобíдка — с., Нв, Ста. Варіанти н.: Kuckiey Slobody (1661), w Slobutce (1765), Slobudka(1784), Slobudka Kucka (1789), Слободка (1800), Сл. Куцка (1805), Sloboda Kucka (1820), Кучская Слободка (1862), Слободка-Кучская (1888), Кучська Слобідка (1926), Слобідка(1946).

## Символіка
Герб: На золотистому щиті у верхній частині зображено сонце, що сходить — символ родючості, багатства й добробуту. У нижній частині — сніп пшениці перев'язаний білою мотузкою як знак землеробства.
Прапор являє собою прямокутне полотнище блакитного кольору. У правому верхньому куті розміщено три жовтих колоски пшениці. Блакитний колір символізує неба, вдосконалення духу, колосся — знак землеробства та достатку.

## Історія
Перша літописна згадка про місцевість на якій розміщується село Слобідка датується 1410 роком. Тоді польський король Владислав II Ягайло дарує своєму підлеглому слузі Волосу дворища Песець, та Кам'яна Куча з прилеглими територіями.
В той час територія на якому находилися ці дворища належали до Бакотського повіту Барського староства Речі Посполитої.
Село Слобідка— перша літописна згадка датується 1616 роком.
16 століття— с. Слобідка за адміністративним поділом підпорядковане Летичівському повіту Подільського воєводства, Річ Посполита — Польща, до кінця травня 1795 року.
19 ст.— село з липня 1795 року за адміністративним поділом входить до Ушицького повіту в складі Подільської губернії — Російської імперії.
Село Слобідка входило до складу Стружської волості.
Основні поселення волості: Струзька волость — історична адміністративно-територіальна одиниця Ушицького повіту Подільської губернії з центром у селі Струга.
Кучська Слобідка — колишнє власницьке село при річці Калюс, згідно з перепису в 1885 році мало:
1103 особи, 176 дворових господарств, православна церква, заїжджий будинок, водяний млин.
Під час Визвольних змагань в армії УНР воював Самборик Михайло Васильович,  1899 р.н. родом з Кучської Слобідки,  у 59 Запорізькому полку як писар та  у полку Січових Стрільців Гната Порохівського.  Потім емігрував до Бесарабії. Розстріляний чекістами у 1924 році. 
20 ст. — Слобідка за адмін. поділом з 7 березня 1923 року у складі Кам'янецького округу Новоушицького району УРСР до лютого 1932 року.
В 1929 році, в тодішній Кам'янець — Подільській області Новоушицького району в селах Куча, Куражин, Вільховець, а також селі Слобідка, та в інших селах району розгорнулась боротьба селян проти колективізації. Бо в Новоушицькому районі було багато заможних приватних сільськогосподарських господарств.
Жителі села Слобідка не хотіли віддавати свої наділи землі, господарські будівлі, худобу, коні — вступати в колгосп.
Радянська влада до людей які не хотіли вступати в колгосп застосувала терор. Щоб налякати основну частину селян, у них була конфіскована вся їхня власність і їх вигнали з хатів.
І в період колективізації 1929—1932 років, більше 10 заможних слобідських сімей — це дорослі і їх діти було вислано в Сибір, на Далекий Схід, на Амур.
Це — сім'я Андроняк Кузьми Федоровича, що мав у своїй приватній власності хату, погріб, стодолу, а також великий наділ землі. Його господарство — це теперішня територія амбулаторії села.
Його радянська влада розкуркулила — відібрала всю його власність.
28.08.1929 року він був арештований (разом з іншими заможними жителями села). 06. 1930 року його разом з сім'єю вислали за межі України в Сибір.
Кузьма Андроняк працював на лісозаготівельних роботах на Ленських приїсках м. Бодайбо, Іркутська область.
На початку 1938 року його повторно арештували. Арештували не тільки його, а й багато інших людей висланих в райони Сибіру. А вже 18. 03. 1938 року він був розстріляний.
Так в авторському блоці Сергія Сакурова є стаття: ,,Ленская симфонія смерті,, (Ленскій расстрел 1938 года). В цій статті автор розповідає про те, що в 1938 році більшість висланих людей було незаконно розстріляно. Тільки в одному містечку Бодайбо було розтріляно 948 чоловік — це робітники, селяни, службовці.
В дослідженнях автора статті, в списках розстріляних є і Андроняк Кузьма.
В після радянський час він був реабілітований, як незаконно розкуркулений і як незаконно розстріляний. (Архівне діло П.15273 Архів УСБУ).
Також згідно з рішенням Кам'янець — Подільського ДПУ від 18.03. 1930 року були вислані за межі України — селяни — одноосібники з села Куцька Слобідка, це: Сторожук Олексій 1883 року народження, — господарство знаходилося позаду господарства Танасійчук Нелі Іванівни. До недавньої пори зберігався сад Сторожука Олексія, яким володів Самборик Іван. Частина городу була у власності Московчук Івана. Син — Московчук Михайло.
Хата Сторожука була перетягнута в центр села в якій потім розміщувався дитячий садок, а пізніше бібліотека. Його дерев'яна комора знаходилась на польовому стані за часів колгоспу.
Скрипник Олімпій з сім'єю. Після війни його дочки Скрипник Марфина, Сяня (Оксана), Ганна по прізвиську Олімпи вернулися в Слобідку, де і проживали. Біля теперішнього господарства Сивун Олександра.
Щур Федір Семенович 1873 року народження, місце проживання в Слобідці нам невідоме
Московчук Остап Іванович 1900р. н. місце проживання в Слобідці невідоме
Московчук Остап Іванович, українець із с. Кучская Слобідка, Вінницька область, був повторно заарештований 11.02.1940 р. Засуджений 17.03.1940 г. Кингисеппським окружним судом по ст. 58-10 ч.2 УК РСФСР на 5 років позбавлення волі. Відбував покарання в Лужлазі НКВД.
Прізвища інших репресованих людей села нам не відомі, не встановлені.
Як згадка про висланих людей в період радянської влади слобідські люди ще й досі говорили: йду до Кузьмової хати, чи Олексія Сторожука комори.
За період колективізації та розкуркулення селян з території України були вислані в райони Сибіру, та Далекого Сходу понад 241 тисячі сімей, що складало 1 млн 100 тис. чоловік.
А за період всіх політичних репресій (1927—1990 років) з України, за її межі, депортовано 2 млн 800 тисяч корінних жителів України.
Ці люди були лишені всіх громадянських прав — не мали права голосувати, не мали права залишати місць поселень, служити в Червоній Армії, обіймати керівні посади, навчатися в навчальних закладах. Діяло і ряд інших обмежень для репресованих сімей.
Щоби загнати людей в колгоспи, після висилки авторитетних заможних селян, радянська влада взялася за менш забезпечені сім'ї. Селяни були обкладені величезними податками. По завданню радянської влади, місцеві активісти ходили по хатах, забирали у селян любі продукти. Люди залишалися без їжі. Так настав в Україні голодомор.
Голодомор 1933 року жителів села Слобідки в основному обминув через те, що село було розташоване в приграничному районі з Королівською Румунією (Новоушицький і Кам'янець — Подільський райони). В цих районах були менші податки й в людей залишались харчові продукти. Люди голодували, але масової смертності не спостерігалося, хоча люди й страждали від недоїдання. Разом з тим, по розповідях старожилів, коли в село просячи, приходили люди з інших районів, то на подвір'ях падали на коліна до черепків з курячою їжею (заминок з кропиви) і все це жадібно виїдали. Голодні люди, залякані, бути висланими в Сибір, знищеними в тюрмах, люди віддавали землю, корови, коні — вступали в колгосп.
Колгосп села Слобідки в післявоєнний період до початку 1960 років був сильним господарством.
За високі досягнення в сільськогосподарському виробництві, колгосп неодноразово був учасником республіканських, та всесоюзних сільськогосподарських виставок. На виставках він демонстрував високопродуктивні корови, багатоплідні свиноматки, продукцію полів і садів.
Так в 1959 році, в Москві, будучи учасником ВДНГ (виставка досягнень народного господарства) колгосп села Слобідка демонстрував вирощені в слобідському саду яблука, груші і сливи.
Слобідські люди були нагороджені високими державними нагородами:
- Кліпун Володимир Антонович — голова правління колгоспу, нагороджений Орденом Леніна в 1958 –му році. За високі показники сільськогосподарського виробництва всього колгоспу.
- Котова Харатина — доярка колгоспу, нагороджена орденом Трудового Червоного Прапора, за високі надої корів її групи.
- Кушнір Василь Петрович — бригадир рільничої бригади, нагороджений орденом Трудового Червоного Прапора, за високі врожаї рослинництва в очолюваній ним бригаді.
- Дяков Василь Григорович — тракторист — ланковий по вирощуванні кукурудзи, за високі врожаї кукурудзи, нагороджений орденом Знак Пошани.

На початку 1960 років в період керівництва Н. С. Хрущова колгоспи почали укрупнювати — об'єднувати.
В 1990 роках колгосп в селі Слобідка знову став самостійним господарством.
Головою управління новоствореного колгоспу імені Т. Шевченкко став житель, уродженець села Слобідка Рогатин Василь Іванович. Члени правління колгоспу: Ткачик Василь, Карпов Василь Митрофанович, Котова — Кушнір Ганна, Кліпун Володимир, Карпов Анатолій.

## Слобідська вишивка
Села Слобідка, а також Куча та Хребтіїв, славились своїм специфічним стилем у вишиванні сорочок. Так у праці А. Прусевича — "Народное вишиваніе, кустарние промисли Подольской губерніі", пишеться, що вишивання орнаменту на сорочці в с. Слобідці робилось грубими кольоровими нитками, що надавало вишиванці виду рельєфу на тонкому полотні.
В кольорах слобідських вишиванок, (особливо жіночих сорочок), домінував чорний колір, з великим вкрапленням червоних, вишневих, зелених та жовтих кольорів.

## Церква святого Дмитра
Церква святого Дмитра
Перша згадка про слобідську церкву святого Дмитра знаходиться в церковній книзі.
Храм засновано: 1731 р. Коментар: Церква [ГСК, с. 250].
Піп відомий з 1731 р.
Дерев’яна церква св. Дмитра – була розібрана у 1851 р.
Нова церква збудована у 1853 р. – кам’яна одно – верхова. 
У 1900 р. прибудована кам’яна дзвіниця. Іконостас 2-ярусний [ПЦ, c. 993 – 994].
Як видно з вище описаного церковного тексту стару дерев’яну церкву розібрано в 1851 році, а на її місці збудовано нову кам’яну церкву в 1853 році.
Ця церква св. Дмитра, зменшена копія Софійського собору міста Константинополя. 
Церква була надзвичайної красоти, красота її була в архітектурній будові, а також в художньому прекрасному розписі фресок (мальовані картини) на куполах і стінах.
Церква певно була збудована на кошти селян села Слобідка. 
Але за переказами старожилів села в будівництві церкви св. Дмитра брала участь графиня із села Вербовці із родини Собянських.
Чому в переказах про будівництво церкви згадується ім’я графині авторам не зрозуміло.
Але з іншого боку село Слобідка, та землі на час будівництва церкви 1848 – 1853 років належали землевласнику сіл Песець, Івашківці, Куча і Слобідка генералу Дивову.
Чи надавав землевласник села Слобідка кошти на будівництво церкви нам не відомо. Друкованих джерел про це не знайдено.
В Слобідці не тільки була побудована церква. Пізніше вона була, разом з територією облаштована й окультурена. Церква була огороджена кам’яним парканом, по всьому периметру території церкви були посаджені липи.
Недалеко від церкви на роздоріжжі була викопана криниця. Зараз вона засипана камінням, землею.
З часом була побудована кам’яна дзвіниця, встановлений двоярусний іконостас. Із західної сторони церкви встановлені нові широкі (майже на всю ширину церкви) кам’яні шліфовані сходи, Сходи вели від церкви майже на дорогу.
Всі ці роботи проводилися на кошти – пожертвування жителів села. 
Так в Подільських єпархіальних відомостях (Л -18) за 1869 рік – селянину Новоушицького повіту села Слобідка Куцька – Михайлу Петрику об’явлена подяка від єпархіального керівництва за пожертвування в користь приходської церкви села – повного священицького церковного одягу.
Слобідські люди не тільки були залучені в будуванні церкви, та в її облаштуванні, але й деякі з них присвятили все своє життя служінню Богові, Святій Церкві. 
Це Боднарук Іван Іванович, (1871 – 1936 роки) який був монахом Києво-Печерської лаври, а потім був висвячений в ієромонаха і дістав ім’я Іуліан, тобто мав сан священника, служив літургію, службу в церкві, хрестив, вінчав, причащав, сповідував і відспівував парафіян.
За вірне служіння Всевишньому, та за антирадянські висловлювання був засуджений, та висланий в сибірські табори, де він незабаром і помер.
Перші священники церкви нам не відомі.
Багато років настоятелем церкви св. Дмитра був священник 6 – го благочинного округу Йосип Снежинський. 
Церква була закрита радянською владою перед другою світовою війною (1939 -1945 рр.)
В період окупації церква знову була відкрита і проводилися богослужіння, працювала. 
Після війни радянська влада знову закрила церкву. І вона використовувалася як склад. Тут утримували зерно, сільськогосподарське начиння, та інші товари в тому числі вино, яке виготовляв колгосп.
Слобідська церква була надзвичайно міцна. За переказами вона будувалася з каменю на розчині вапна з курячими яйцями.
На початку 1960 років була спроба розібрати церкву вручну.
Спочатку був знятий хрест. Потім тракторами за допомогою тросів стягнули з церкви купол (верх). Стіни вручну не змогли розібрати, бо ні кирками, молотками не змогли їх розбити.
Щоб остаточно знищити церкву до цієї ганебної справи були залучені радянські військовослужбовці – сапери. 
Військовослужбовці-сапери, під керівництвом офіцера, спочатку в стінах за допомогою повітряного компресора відбійними молотками, видовбали технічні отвори, в які потім заклали вибухівку. Сапери вивели із ближніх приміщень і осель людей. Після того було проведено підрив церкви.
Вибух був такої сили, що в сусідніх будівлях повилітали скляні шибки. Повітряну хвилю від вибуху відчули люди, що працювали в полі. Стіни церкви, хоча і були міцними не встояли перед силою динаміту. Розтрощені брили стін з часом були розбиті на мале каміння. 
Каміння було вивезено в сусіднє село Ставчани й з нього був побудований свинарник. 
Автомашина, якою сапери поверталися у своє місце розташування, в селі Миньківці, Дунаєвецького району, зазнала аварії, перевернулась в яр. Кілька військовослужбовців загинуло, а кілька постраждали. 
Ініціатором і наполегливим керівником руйнування і повного знищення слобідської церкви був тодішній парторг села, сільський фельдшер. 
Недалеко від приміщення церкви знаходилася резиденція священника.
Це власне службова хата священника і господарські приміщення, криниця. 
Пізніше за часів радянської влади в хаті священника була розміщена сільська школа. Згодом хату знесли, та побудували колгоспний тік із коморами. 
На даний час від резиденції священника, залишився лише кам’яний стіл, який стоїть на території колишнього сільського дитячого садка, який також знищений.
Нині на території резиденції, колгоспного току збереглися ще кілька колгоспних будівель – комор, в тому числі комора з тесаного каменю репресованого Кузьми Андроняка.
Нова церква в с. Слобідка побудована (реконструйоване старе приміщення) на кошти Корпорації “Сварог Груп”  (ТОВ “Сварог – Дністер” керівник Олійник А. А.)  Храмове свято – Дмитрія в селі Слобідка – 8 листопада.
https://seloslobidka.wordpress.com/памятки-села-слобідка/

## Школа
Школа. 
Перша згадка про школу в Слобідці датується 1840 роком, коли була відкрита церковноприходська школа. 
Пізніше священник села Йосип Снежинський відкрив трирічну церковноприходську школу в якій проводив навчання з дітьми села. 
Де проходили перші заняття учнів – не відомо, певно при церкві, або в резиденції священника.
В перші роки радянської влади школа знаходилася в хаті священника, та в хатах репресованих, розкуркулених і висланих в Сибір  Андроняка Кузьми Федоровича (амбулаторія) і Сторожука Олексія Максимовича  (бібліотека,  наразі приміщення в занепаді). 
В післявоєнні роки школу перевели в казарму гарнізону. В цьому приміщенні був відкритий і сільський клуб. 
Будівля школи разом з приміщенням сільського клубу будувалася з різаного каменю як казарма для гарнізону солдат – червоноармійців. 
Сільський гарнізон розміщувався і призначався для того, щоби підтримати прикордонні застави на кордоні з Румунією. А також ці гарнізони призначались для боротьби з українськими національними збройними, та іншими антирадянськими угрупуваннями. 
Існує ще версія, що вказана будівля будувалася, як приміщення госпіталю при наступі радянських військ на Європу. 
Приміщення будувалося в кінці 1920-х років. 
Згодом солдатам гарнізону дозволили мати сім’ю і на основі цих сімей в селі була основана комуна  по обробці землі. 
Останнім, хто проживав в цьому приміщенні і був членом цієї комуни була житель села Слобідки  – Гуцол Нюра (Ганна?) – дочка одного із червоноармійців, дружина Гуцола Тимофія жителя Слобідки. Син Нюри – Гуцол Віктор Тимофійович, дружина Берека Ліда Василівна – зараз жителі Нової Ушиці. 
Червоноармійці й надалі виконували свої військові обов’язки та разом з тим обробляли виділені землі для власного харчування, та утримування сімей. 
Пізніше, в 1960 роках були побудовані шкільні приміщення які знаходяться біля дороги. Тут розміщувалися кабінети хімії, та фізики, шкільна майстерня, їдальня, шкільний кіоск – магазин. 
В слобідській школі навчалося до 200 учнів, школа була семирічна, восьмирічна і дев’ятирічна. 
У 2010 році Слобідська загальноосвітня школа I – II  ступеня призупинила надання освітніх послуг у зв’язку із відсутністю учнівського контингенту і її приміщення пустують. 
В цих приміщеннях ще діє сільський клуб, бібліотека.

Директори слобідської школи.
Директорами школи в різні роки були:
Сивун Дмитро Семенович – учасник бойових дій, орденоносець, старшина;
Сеник Никанор Іванович;
Білоусов Тимофій Євдокимович – учасник бойових дій, орденоносець, підполковник;
Сікорська – Сивун Юзефа Антонівна – учасник бойов. дій, військовий фельдшер;(родом із села Міцівці Дунаєвецького району)
Самсонюк Євген Андрійович;
Сандуляк Василь Кузмич;
Афіновська Ганна Федорівна;
Берека Валерій Якович;
Білоус Ігор Іванович;
Марисик Галина Іванівна;
Сивун Пелагія Миколаївна.

Вчителі школи:
Міняйлук Василь Семенович;
Міняйлук Ганна Марківна;
Шаргородський Григорій Калинович;
Шаргородська Марія Федорівна;
Шаргородська Лідія Григорівна;
Сивун (Сеник) Галина Семенівна;
Білецька Люба (чоловік Білецький Йосип – голова колгоспу, дочка Ірина) 
Сельська (Котова) Ганна Фразентіївна, завідувачка дитяч. садком – яслами, вихователь
Венгрова - Рогатин Галина Василівна, завідувачка дитячого садку – яслами, вихователь
Фортуна – Горяк Світлана Анатоліївна, вихователь в саду – яслах;
Скрипник Павло Дмитрович;
Матійчук (Сазонова) Ксенія Мелетіївна;
Сивун (Борганюк)Ольга Василівна;
Борганюк Михайло Кирилович;
Чорноконь Надія Василівна;
Танасійчук Григорій Афанасійович;
Чорний Іван Васильович;
Самборик – Марисик Явдокія Петрівна;
Самборик – Слободянюк Ганна Семенівна
Сивун (Білецька) Віра Корніївна; 
Карпова (Куц) Ксенія Митрофанівна;
Кушнір Іван Іванович;
Чорноконь – Казимірова Світлана Василівна;
Марисик Галина Іванівна;
Паштерян (Могила) Галина Василівна;
Сербенюк Ярослав Васильович;
Слободецька Світлана Василівна;
Самборик (Олійник) Світлана Анатоліївна;
Бушовська Світлана Анатолівна;
Паштерян Микола Опанасович.
https://seloslobidka.wordpress.com/памятки-села-слобідка/

## Медпункт – амбулаторія.
Ще однією пам’яткою села Слобідка є приміщення сільського медпункту, амбулаторії. 
До другої світової війни й після війни фельдшером села працювала Сивун (Сікорська) Юзефа Антонівна.  
Довгі роки тут працювали фельдшером села Козак Василь Сергійович, 
акушеркою Борганюк Поліна Василівна, а санітаркою Петрик Ганна Юстинівна. 
Пізніше фельдшером села працювала Мудракова Галина Володимирівна, а нині працює Самсонюк (Бурячинська) Тетяна Сергіївна. 
Приміщення амбулаторії – сільського медпункту, це і по сучасним міркам велика, добротна, багатокімнатна хата, а також підвал, криниця і сарай. 
Ці приміщення побудував заможний житель села Андроняк Кузьма Федорович (1877 р. н. – 1938 рік). 
Начало 2024 року верх цієї будівлі завалився від недбалого відношення, без ремонту і слобідський медпункт розташувався в будівлі Слобідської пошти. 
https://seloslobidka.wordpress.com/памятки-села-слобідка/

## Слобідський млин
Перша документована згадка про млин ми бачимо в матеріалі Вікіпедії – Струзька волость, що станом на 1885 рік в селі Слобідка діє водяний млин. 
Як згадка про не таке вже й далеке минуле села Слобідки, та її мешканців на річці Калюс стоять бетоновані шлюзи водяного млина. 
Цей, новий на той час, млин був побудований євреями села Слобідки приблизно в 1914 році. (До громадянської війни 1917 – 1921 роки, в селі Слобідка проживало понад 10 сімей євреїв).  
Управителем млином був Аріон Ткачик (дід Скрипник Ганни Федорівни). Мельником у млині працював Станіслав Войтович (батько Войтович Володимира, Войтович Олени (Рогатин). 
На цьому млині вироблялась високосортна питльована мука з хлібних злаків. В післявоєнний час, в млин, через те що інші млини були зруйновані, для помелу, возилось зерно з сіл Слобідка, Куча, Ставчани та інших сіл. 
Цей водяний млин за радянської влади належав селу Слобідка до кінця 50-х років 20 століття. 
В період колективізації млин був відібраний від власників і переданий в користування слобідського колгоспу. 
Колгосп села, маючи гроші, купив дизельний двигун, та генератор. Це дало змогу виробляти електричний струм і провести електрифікацію села коштом колгоспу. На той час сусідні села ще не були електрифіковані. Державної електроенергії в селах не було. 
Одночасно з установленням електростанції в Слобідці був побудований млин, що діяв на електричному струмі. 
А водяний млин колгосп села Слобідки продав колгоспові імені Карла Маркса с. Куча. І в ньому млин діяв ще до середини 1960-х років, до повної електрифікації сіл.
https://seloslobidka.wordpress.com/памятки-села-слобідка/

## Мости
Через те, що село ділиться двома потічками, які витікають з балок, то село розділилось на три частини. 
Ці частини села з’єднуються двома кам’яними мостами із тесаного каменю, які були побудовані колгоспом села.
https://seloslobidka.wordpress.com/памятки-села-слобідка/

## Цвинтарі
На території слобідської церкви св. Дмитра знаходилися декілька склепів з прахами священників цієї церкви. 
В тридцяті роки 20 ст. радянськими активістами села ці склепи були розбиті, а прахи — кістки священників були скидані на віз і відвезені на цвинтар, де їх закопали в одній ямі. А на одному зі склепів священників радянська влада установила металеву бочку в яку привозили гас і з неї продавали мешканцям села.
На території села існує два цвинтарі: Перший цвинтар діяв до середини 19 століття. Він розміщений практично в центрі села нижче колишньої амбулаторії (будівля заможного жителя села Андроняк Кузьми Федоровича, яке відібрали совіти при колективізації, нині в жахливому стані). 
Другий цвинтар розташований на північно-західній стороні села. Він розділений на три частини. Стара частина почала діяти в 19-му сторіччі, бо хрести й надгробки датовані 1856—1858 роками. 
Новіша частина: поховання почали проводити на початку 1940 років. Сучасна частина, де тепер проводять поховання померлих, почала діяти приблизно в 1973 р.
https://seloslobidka.wordpress.com/памятки-села-слобідка/